# Mesoplophora bolivari
Mesoplophora bolivari är en kvalsterart som beskrevs av Calugar 1990. Mesoplophora bolivari ingår i släktet Mesoplophora och familjen Mesoplophoridae. Inga underarter finns listade i Catalogue of Life.